# Villa Alemana
Villa Alemana (spanisch: Deutsche Stadt) ist eine Stadt und Kommune im Zentrum Chiles. Sie liegt in der Región de Valparaíso. Sie hat 125.327 Einwohner (Stand: 2017).

## Geografie und Klima
Die Stadt liegt etwa 25 km östlich von Valparaíso und gehört zur Agglomeration Valparaíso, einem Städteverbund. Die Stadt selbst bildet die Kommune Villa Alemana, da der auch die Stadt Peñablanca gehört. Im Osten der Kommune liegen einige Berge, wovon der Tres Puntes mit 1032 m der höchste Berg ist.
Das Klima ist mediterran.

## Geschichte
Vor der spanischen Besiedlung lebte das Volk der Picunche in der Gegend um die Stadt.
1891 wurde eine Bahnstrecke im Bereich Villa Alemana gebaut. Ab 1893 bildete sich eine Siedlung namens 'Alto de Villa Alemana' am Weg von Valparaíso nach Limache. Im Bereich der Stadt siedelten sich besonders viele Deutsche an. Am 8. November 1894 wurde die Stadt gegründet, im selben Jahr erhielt die Stadt auch einen Bahnhof.
1906 wurde die Stadt von einem schweren Erdbeben stark beschädigt. Am 27. März 1908 verlieh Präsident Pedro Montt der Stadt offiziell die Stadtrechte. Am 5. Januar 1918 wurde die Kommune Villa Alemana gebildet.

### Bildungseinrichtungen
Bis in die 1960er Jahre gab es eine deutsche Schule, das Deutsche Internat Villa Alemana.

## Politik

### Städtepartnerschaften
- Bethlehem (Palästinensische Autonomiegebiete)[2]

## Sehenswürdigkeiten
Villa Alemana nennt sich selbst La Ciudad de Los Molinos, die Stadt der Mühlen, die früher zur Wasserversorgung dienten. Die Stadt ist von traditioneller Architektur durchzogen. Das Theater Teatro Pompeya von 1926 lädt zu kulturellen Veranstaltungen ein.
In der Nähe von Villa Alemana liegt das Valle Dorado, ein 9 Hektar großes Waldgebiet, welches zu Ausflügen einlädt.

## Wirtschaft
Villa Alemana ist eine schnellwachsende Industriestadt.

## Söhne und Töchter der Stadt
- Carlos Giudice (1906–1979); Fußballspieler